# Cres
Cres (pronuncia-se "tsres" em croata, em italiano:  Cherso, em alemão:  Kersch, em latim: Crepsa, grego: Χέρσος, Chersos) é uma ilha do Mar Adriático que fica localizada a leste da península da Ístria, Croácia. Tem 405,70 km² e seu maior município é Cres.
É uma das ilhas mais a norte no golfo Kvarner e é acessível por ferry a partir de Rijeka, Krk ou pela linha Brestova-Porozina.
Com 405,78 km2, Cres tem dimensão similar a Krk, embora Krk tenha sido durante muito tempo a maior das duas. Cres tinha 3079 residentes em 2011.
Cres e a vizinha ilha de Lošinj foram antigamente uma só ilha, mas foram divididas por um canal e ligadas por uma ponte em Osor. A única fonte de água doce em Cres é o lago Vrana.